# ワーグナー家
ワーグナー家 あるいは ヴァーグナー家
本項では、作曲家リヒャルト・ワーグナーの眷属（けんぞく）について述べる。ワーグナー自身は国粋主義的な傾向のあるドイツ人だったが、縁戚はドイツ国外にも広がっている。19世紀から現代にいたるまで、文化人や知識人が多いことも特徴的である。また、リヒャルトの家系は晩婚や遅くに子を成す例が続き、現在バイロイト音楽祭監督であるカタリーナ・フリーデリケ・ヴァーグナーは曾祖父と165年も生年が離れている。
1. カール・フリードリヒ・ヴィルヘルム・ヴァーグナー（1770年 - 1813年）：政治運動家 
 ∞ 1798年結婚 ヨハンナ・ロジーネ・ペッツ（1778年 - 1848年）（ヴァーグナーの母。夫と死別後の1814年に画家で俳優のルートヴィヒ・ガイヤー（1779年 - 1821年）と再婚。リヒャルト・ヴァーグナーの実父なのか否かは、立証されていないが、否定する材料も見つかっていない）
2. アルベルト・ヴァーグナー（1799年 - 1874年）：オペラ歌手・演出家
 ∞ 1828年 Elise Gollmann（1800年 - 1864年）
  1. フランツィスカ・ヴァーグナー（1829年 - 1895年）
 ∞ 1854年 アレクサンダー・リッター（1833年 - 1896年）：宮廷楽士・ヴァイオリニスト・作曲家。若き日のリヒャルト・シュトラウスに新ドイツ楽派熱を植えつけた張本人。
  2. マリーエ・ヴァーグナー（1831年 - 1876年）
 ∞ 1851年 カール・ヤコビー：商人
  3. ヨハンナ・ヴァーグナー（養女）（1826年 - 1894年）：エドゥアルト・フライヘル・フォン・ボックの娘。オペラ歌手・舞台女優。 
 ∞ 1859年 アルフレート・ヤハマン（1829年 - 1918年）：郡長
3. カール・グスタフ・ヴァーグナー（1801年 - 1802年）
4. ロザーリエ・ヴァーグナー（1803年 - 1837年）：舞台女優
 ∞ 1836年 オズヴァルト・マールバッハ（1810年 - 1890年）大学教授
5. カール・ユリウス・ヴァーグナー（1804年 - 1862年）
6. ルイーゼ・ヴァーグナー（1805年 - 1872年）：舞台女優
 ∞ 1828年 フリートリヒ・ブロックハウス（1800年 - 1865年）：出版社社主
7. クラーラ・ヴァーグナー（1807年 - 1875年）：オペラ歌手
 ∞ 1829年 ハインリヒ・ヴォルフラム（1800年 - 1874年）：オペラ歌手から商人に転業
8. マリーア・テレージア・ヴァーグナー（1809年 - 1814年）
9. オッティーリエ・ヴァーグナー（1811年 - 1883年）
 ∞ 1836年 ヘルマン・ブロックハウス（1806年 - 1877年）
10. リヒャルト・ワーグナー（1813年 - 1883年）オペラ作曲家
 ∞ 1. 1836年 ミンナ・プラーナー（1809年 - 1866年）：舞台女優
 ∞ 2. 1870年 コジマ・ワーグナー（1837年 - 1930年）：フランツ・リストの娘。1867年に指揮者ハンス・フォン・ビューローを棄ててワーグナーに走る
  1. イゾルデ・ルードヴィッツ・フォン・ビューロー（1865年 - 1919年）
 ∞ 1900年 フランツ・バイトラー（1872年 - 1930年）：宮廷楽長
    1. フランツ・ヴィルヘルム・バイトラー（1901年 - 1981年）

  2. エーファ・フォン・ビューロー（1867年 - 1942年）
 ∞ 1908年 ヒューストン・ステュアート・チェンバレン（1855年 - 1927年）：著作家
  3. ジークフリート・ワーグナー（1869年 - 1930年）：作曲家・指揮者 
 ∞ 1915年 ウィニフレッド・マージョリー・ウィリアムズ（1897年 - 1980年）：ドイツ人ピアニストカール・クリントヴォルトの養女となったイギリス人女性
    1. ヴィーラント・ワーグナー（1917年 - 1966年）：演出家
 ∞ 1941年 ゲルトルート・ライシンガー（1916年 - 1998年）：舞踏家・振付師
      1. イリス・ヴァーグナー（1942年- ）
      2. ヴォルフ＝ジークフリート・ヴァーグナー（1943年 - ）：建築家・舞台美術家
∞ 1. マーロ・オストホーフ
∞ 2. レーンドルフ伯女エレオノーレ
        1. ジョイ・オリヴィア・ワーグナー

      3. ニーケ・ヴァーグナー（1945年 - ）：社会学者・文芸部員・ジャーナリスト・フェミニスト
∞ 1. ジャン・ローネ
∞ 2. ユルク・シュテンツル（1942年 - ）：音楽学者
        1. ルイーズ・ローネ

      4. ダフネ・ヴァーグナー（1946年 - ）：女優
∞ 1. ウード・プロクシュ（1943年 - 2001年）：オーストリアの資産家。菓子店デメルの元オーナー。所有していた貨物船の爆発事件の責任を問われ、東南アジアに逃亡後、逮捕拘留され獄死。
 ∞ 2. ティルマン・シュペングラー（1947年- ） ：出版社経営・編集者

    2. フリーデリント・ワーグナー（1918年 - 1991年）アメリカに亡命。
    3. ヴォルフガング・ワーグナー（1919年 - 2010年）：演出家
 ∞ 1. 1943年 エレン・ドレクセル（1919年 - 2002年, 1976年に離婚）
 ∞ 2. 1976年 グートルーン・マック＝アルマン（1944年 - ）
      1. エヴァ・ヴァグネール＝パスキエ（1945年 - ）：劇場支配人、現在バイロイト音楽祭共同監督。 
 ∞ イヴ・パスキエ：映画プロデューサー
        1. アントワーヌ・アマデウス・パスキエ（1982年 - ）

      2. ゴットフリート・ヴァーグナー（1947年 - ）
∞ 1. ベアトリクス・クラウス
∞ 2. テレーシナ・ロセッティ
        1. エウジェニオ・ヴァーグナー

      3. カタリーナ・フリーデリケ・ヴァーグナー（1978年 - ）：演出家、現在バイロイト音楽祭共同監督。

    4. ヴェレーナ・ヴァーグナー（1920年 - ）
 ∞ 1943年 ボード・ラフェレンツ（1897年 - 1974年）：政治学博士
      1. アメリ・ラフェレンツ（1944年,
∞ マンフレート・ホーマン
        1. クリストファー・ホーマン

      2. マンフレート・ラフェレンツ（1945年 - ）
∞ グンヒルト・ミクス
        1. レイフ・ラフェレンツ

      3. ヴィニフレート・ラフェレンツ（1947年 - ）
∞ ポール・アーミンジョン
        1. ウェンディ・アーミンジョン
        2. マサイアス・アーミンジョン

      4. ヴィーラント・ラフェレンツ（1949年 - ）
∞ イザベラ・ヴァイス
        1. ヴェレーナ・マヤ・ラフェレンツ：ジャズ歌手

      5. ヴェレーナ・ラフェレンツ：（1952年 - ）
∞ ティーロ・シュネーケンブルガー